# Sistema elettorale in Australia

Esempio di voto alternativo.

Il sistema elettorale australiano costituisce una via di mezzo tra il sistema uninominale maggioritario di collegio a turno unico e quello a doppio turno, ed è una variante del voto singolo trasferibile.
I singoli elettori sono chiamati a votare  per tutti i candidati concorrenti (pena altrimenti un annullamento della loro scheda elettorale), scrivendo in ordine il numero di preferenza accanto a ciascun candidato.
Per esempio, data una fittizia scheda elettorale correttamente compilata, la quale forniva una scelta tra sei partiti che erano disposti sul foglio di voto nel seguente ordine:
- 3 Partito dei Bianchi
- 1 Partito dei Gialli
- 4 Partito dei Rossi
- 5 Partito dei Neri
- 6 Partito dei Blu
- 2 Partito dei Verdi

dove i numeri indicano in ordine decrescente le scelte preferenziali di un ipotetico cittadino compilatore, si ha che la prima preferenza  di questo elettore è per il Partito dei Gialli, la seconda per i Verdi, la terza per i Bianchi, la quarta per i Rossi, la quinta per i Neri e la sesta per i Blu.
Chiaramente ai fini del primo scrutinio è soltanto la prima preferenza ad essere tenuta in considerazione.

## Funzionamento
Il territorio nazionale è diviso in 150 collegi, uno per ogni seggio della Camera dei rappresentanti da assegnare. Ogni collegio elegge un solo candidato e, di conseguenza, ogni lista può presentare un solo candidato per collegio.
In ogni collegio l'elettore deve esprimere le preferenze per tutti i candidati con il metodo sopra specificato (altrimenti il voto viene annullato).
Viene eletto il candidato che ottiene la maggioranza assoluta dei voti.
Se dopo il primo scrutinio (ossia dopo il computo delle prime preferenze) nessun candidato ha superato il cinquanta per cento dei consensi, si procede allora alla eliminazione del candidato posizionatosi ultimo (ossia il candidato con il minor numero di prime preferenze) con conseguente distribuzione ai restanti candidati delle seconde preferenze di quella porzione di elettori che avevano optato per esso come prima scelta. Nel caso in cui neanche la distribuzione addizionale ai restanti candidati di queste seconde preferenze sia ora sufficiente a decretare la presenza di un candidato con la maggioranza assoluta, si esclude anche il penultimo classificato, distribuento i voti delle seconde (ed eventualmente terze) preferenze, e così via, fino a quando un candidato giunge ad essere in possesso della maggioranza assoluta.
Con questo sistema, può succedere che la coalizione che prende più voti in assoluto non elegga la maggioranza in Parlamento.
Tale sistema favorisce la vittoria non tanto del partito preferito, quanto di quello meno osteggiato, ovvero quello che ottiene il minor numero di preferenze negative.
I partiti cercano di incidere sull'ordine di preferenza che i cittadini esprimeranno attraverso le How-to-vote cards